# Tor macierzysty

Tor macierzysty

Tor macierzysty – tor przewodowy symetryczny, utworzony za pomocą dwóch przewodów, zakończony obustronnie transformatorami liniowymi.
Z dwóch torów macierzystych można utworzyć tor pochodny.